# Вечная женственность
Вечная женственность, вечно женственное (нем. Ewig-Weibliche) — образ, использованный И. В. Гёте в завершающих строчках второй части «Фауста», обозначающий «трансцендентную силу, любовно поднимающую человека в область вечной творческой жизни». После Гёте образ использовался также и другими философами, поэтами и писателями, став универсальным символом высшего начала женственности. В начале XX века идея вечной женственности была очень распространённой в интеллектуальной среде Серебряного века, соединившись с образом Софии.

## В «Фаусте» Гёте
Образ вечной женственности стал популярным после его использования Иоганном Гёте во второй части «Фауста»: «Das ewig weibliche zieht uns hinan» — «Вечно женственное влечёт нас ввысь» (или «Вечная женственность влечёт нас вверх»):
Alles Vergängliche

Ist nur ein Gleichnis

Das Unzulängliche,

Hier wirds Ereignis;

Das Unbeschreibliche,

Hier ist es getan;

Das Ewig-Weibliche 

Zieht uns hinan.
Те же строчки в переводе Бориса Пастернака:
Все быстротечное —

Символ, сравненье.

Цель бесконечная

Здесь — в достиженье.

Здесь — заповеданность

Истины всей.

Вечная женственность

Тянет нас к ней.
По мнению германиста Х. Янтца, из всех ставших крылатыми строчек «Фауста» «впечатляющие и запоминающиеся» слова Гёте о женственности получили наибольшее распространение. По Гёте, вечная женственность управляет миром мужчин (вечно мужественным) с помощью скрытой в ней проявляющей себя в любви силы притяжения (исследователь творчества Гёте И. Эккерман выразился о ней следующим образом: «Среди влюбленных… магнетическая сила особенно сильна и действует даже на большом расстоянии»). К. Г. Карус интерпретировал образ, использованный Гёте, как приход «рвущейся вперёд жизни мужчины» к женскому «примиряющему, успокаивающему, просветляющему началу», где в стихии любви растворяется мужской эгоизм.
Прообразами вечной женственности Гёте стала всепрощающая Богоматерь и Беатриче из «Божественной комедии» Данте Алигьери. По выражению В. К. Кантора, «идея вечной женственности является у Гёте в конце „Фауста“ квинтэссенцией мирового духовно-исторического опыта. Фауст прошел все искушения человеческой истории, пока под занавес Гёте не подарил ему спасительную Ewig-Weibliche».
«Фауст» содержит большое количество христианских аллюзий. По утверждению литературоведа И. Н. Лагутиной в статье в «Католической энциклопедии», «любовь — центральное слово и в финальной сцене 2-й части трагедии, когда Богоматерь Скорбящая (лат. Mater Dolorosa) в окружении святых возносит бессмертную душу Фауста».

## Как универсальный символ
Вне контекста «Фауста» вечная женственность стала универсальным символом высшего женского начала: от возвышенного идеала женщины «как средоточия красоты и гармонии мира» до персонификации мудрости Бога.
Описывая образ вечной женственности, исследователи рассматривают его существование и до появления трагедии Гёте. Так, Иосиф Эйгес полагал, что в Средневековье культ вечной женственности сливался с поклонением Богоматери. Идея Божественной мудрости Софии, с которой к началу XX века соединился образ вечной женственности, прослеживается от упоминания Премудрости, предсуществовавшей вместе с Богом, в библейской Книге притчей Соломоновых. Христианские мистики (Якоб Бёме) и русские религиозные философы (Владимир Соловьёв, Павел Флоренский, Сергей Булгаков) развивали идеи Божественной мудрости в философском и теологическом аспекте. Христианско-софиологические идеи о вечной женственности подвергались критике со стороны Фридриха Ницше и Отто Вейнингера.
В изложении Иосифа Эйгеса, вечная женственность становится мировым началом, непосредственным проводником которого является женское. По его мнению, «искусство проходит под знаком Вечной Женственности», которая «есть, прежде всего, красота, источник и цель всех высших переживаний прекрасного в искусстве или вне его». Творчество может заключаться в непосредственном (образы женщин и любви) и в незримом проявлении вечной женственности, а также может быть инспирировано любовью к женщине (например, нежные и возвышенные чувства В. Жуковского к Марии Протасовой).

## В русской культуре
Жуковский, когда в русском языке ещё не было слова «женственность», использовал немецкое слово «Weiblichkeit»: «ей [женщине] нужно только приобрести то, что на немецком языке так прекрасно называется Weiblichkeit и для чего нет еще выражения в языке нашем». В XIX веке русские писатели обнаружили «среди русских „уездных барышень“ (Пушкин) способность к подлинной любви, что ведёт к вечной женственности». Реализация этой идеи присутствует в произведениях различных русских писателей, так Д. Андреев считал Ф. Достоевского «вестником Вечно Женственного».
В религиозной философии В. Соловьёва понятие вечной женственности отождествляется с понятием Софии. Соловьёв полагал, что она есть «образ всеединства мира, созерцаемый богом», и посвящал её мистическому образу свои стихотворения, одно из которых так и называлось — «Das Ewig-Weibliche» (1898):
…Знайте же: вечная женственность ныне

В теле нетленном на землю идет.

В свете немеркнущем новой богини

Небо слилося с пучиною вод.

Всё, чем красна Афродита мирская,

Радость домов, и лесов, и морей,—

Всё совместит красота неземная

Чище, сильней, и живей, и полней…
В начале XX века идея вечной женственности была очень распространённой в интеллектуальной среде Серебряного века. Софиологи рассматривали её в двух аспектах: как метафизический принцип и как женственное божественное начало. В культуре Серебряного века «архетипический мотив женщины-матери, спасительницы, защитницы, хранительницы тайны продолжения человеческого рода» был одним из основных. Развитию смыслов женственности способствовала дискуссия в обществе об отношениях мужчины и женщины.
У поэтов Серебряного века образом вечной женственности был «лик вечной мистической возлюбленной», существовавшей только «в предчувствии и надежде». «Прекрасная Дама» А. Блока схожа с образом вечной женственности В. Соловьёва. Блок в использовании этого образа следовал за Я. Полонским, который описал свою Прекрасную Даму в стихотворении «Царь-девица».